# Охота на льва
«Охота на льва» — немой короткометражный документальный фильм Вигго Ларсена. Показ состоялся в рамках протеста против охоты на животных. Премьера состоялась в Дании 1907 года.

## Сюжет
Два охотника идут на охоту в Сафари. Там они убивают оленей, зебр, обезьян и антилоп. Но самым ценной добычей был лев, который гнался за оленями.

## В ролях
- Вигго Ларсен — охотник
- Кнуд Лумбуэ — охотник

## Производство
«Джунгли», в которых снимали фильм, сделали достопримечательностью. Фильм снимался в парке Йегерсборг около Копенгагена. В фильме снимались животные из Копенгагенского зоопарка. Правда, два льва жили на острове Эллеор близ Роскильдского фьорда.

## Ремейки и копии
В 1907 году премьера фильма состоялась в Швеции. Хотя премьера состоялась в 1907 году в стране производства, но есть версия, что в Дании премьера прошла 11 ноября 1908 года. Nordisk Film Kompagni продала 259 копий фильма. Фильм был снят в золотые времена компании (это самый первый фильм киностудии). В 1909 году в России был снят ремейк «Охота на медведя», от которого сохранилось 118 копий.

## Команда
Вигго Ларсен был одновременно и режиссёром, и актёром. Кнуд Лумбуэ сыграл второго охотника, а Уиллиам Фомсен сыграл гида. Аксель Гроткьер, который знаменитым стал позже, появился в титрах с именем А. Сёренсен.